# Jan von Frenckell
Jan von Frenckell (* 19. Oktober 1965 in München) ist ein deutscher Journalist und Chefredakteur.

## Leben
Nach Schulzeit und Zivildienst beim Rettungsdienst des Deutschen Roten Kreuzes absolvierte von Frenckell ein Volontariat beim Münchner Merkur. Dort arbeitete er bis 1989 als Redakteur. 1989 wechselte er zu Bunte und wurde Leiter des Ressorts Journale. Nach einer Phase freiberuflicher Tätigkeit (u. a. als Mitarbeiter an Programmprojekten beim Pay-TV-Sender Premiere) arbeitete von Frenckell wieder bei Bunte als Redakteur für besondere Aufgaben. 1996 wechselte er zu Axel Springer nach Hamburg in die Position als Stellvertretender Chefredakteur bei der Programmzeitschrift TVneu. Zum 1. Juli 2003 wurde er Chefredakteur von TVneu, Funk Uhr und Bildwoche.
Zum 1. Februar 2012 wechselte er zur Bauer Media Group als Chefredakteur von Auf einen Blick, Fernsehwoche und TVklar. Zum 1. April 2016 übernahm er zusätzlich die Chefredaktion für die Kompetenzredaktion Travel & Service Experts der Bauer Living Programm KG. Außerdem war er Chefredakteur von tv pur, mein tv & ich und TV!top. Zu Ende 2022 schloss Bauer die entsprechende Tochtergesellschaft, von Frenckell verließ in dem Zuge das Unternehmen.